# Liste der Stolpersteine in Hamburg-Dulsberg
Die Liste der Stolpersteine in Hamburg-Dulsberg enthält alle Stolpersteine, die im Rahmen des gleichnamigen Kunst-Projekts von Gunter Demnig in Hamburg-Dulsberg verlegt wurden. Mit ihnen soll Opfern des Nationalsozialismus gedacht werden, die in Hamburg-Dulsberg lebten und wirkten.
Diese Seite ist Teil der Liste der Stolpersteine in Hamburg, da diese mit insgesamt 7139 (Stand: März 2025) Steinen zu groß würde und deshalb je Stadtteil, in dem Steine verlegt wurden, eine eigene Seite angelegt wurde.
| Adresse                     | Person(en)                  | Inschrift | Bilder                                   | Anmerkung |
| --------------------------- | --------------------------- | --- | ---------------------------------------- | --- |
| Alter Teichweg 180 ·        | Jonny Stüve                 | Hier wohnte Jonny Stüve Jg. 1902 von Gestapo verhaftet 1944 ermordet 25.7.1944 Polizeigefängnis Fuhlsbüttel                            | Stolperstein für Jonny Stüve             | Eintrag auf stolpersteine-hamburg.de |
| Alter Teichweg 200 ·        | Henriette Arndt             | Hier lehrte Henriette Arndt Jg. 1892 deportiert 1941 Łodz weiterdep. 1942 ???                                                          | Stolperstein für Henriette Arndt         | Eintrag auf stolpersteine-hamburg.de Ein weiterer Stolperstein befindet sich in Hamburg-Winterhude. |
| Angelnstraße 2 ·            | Gerda Möller                | Hier wohnte Gerda Möller Jg. 1913 eingewiesen 16.8.1943 ‚Heilanstalt‘ Steinhof/Wien ermordet 8.7.1944                                  |                                          | Eintrag auf stolpersteine-hamburg.de, Stein liegt vor dem Hauseingang von Nr. 4 |
| Dithmarscher Straße 6 ·     | Philipp Strauss             | Hier wohnte Philipp Strauss Jg. 1886 deportiert 1943 Auschwitz ermordet                                                                | Stolperstein für Philipp Strauss         | Eintrag auf stolpersteine-hamburg.de |
| Dithmarscher Straße 23 ·    | Helene Gescheidt            | Hier wohnte Helene Gescheidt Jg. 1915 eingewiesen 1941 Alsterdorfer Anstalten ‚verlegt‘ 8.8.1941 Meseritz-Obrawalde ermordet 16.8.1943 | Stolperstein für Helene Gescheidt        | Eintrag auf stolpersteine-hamburg.de |
| Dithmarscher Straße 31 ·    | Hans Wiese                  | Hier wohnte Hans Wiese Jg. 1908 verhaftet 1937 KZ Fuhlsbüttel tot 3.5.1945 Neuengamme                                                  | Stolperstein für Hans Wiese              | Eintrag auf stolpersteine-hamburg.de |
| Dithmarscher Straße 48 ·    | Alfred Godemann             | Hier wohnte Alfred Godemann Jg. 1897 verhaftet 1942 KZ Fuhlsbüttel ‚Frontbewährung‘ tot 23.6.1944 Oradea/Rumänien                      | Stolperstein für Alfred Godemann         | Eintrag auf stolpersteine-hamburg.de |
| Elsässer Straße 11 ·        | Alfred Wehrmaker            | Hier wohnte Alfred Wehrmaker Jg. 1905 verhaftet ‚Vorbereitung zum Hochverrat‘ Strafbataillon 999 tot 15.1.1945                         | Stolperstein für Alfred Wehrmaker        | Eintrag auf stolpersteine-hamburg.de |
| Forbacher Straße 12 ·       | Georg Witt                  | Hier wohnte Georg Witt Jg. 1928 eingewiesen 10.8.1943 ‚Heilanstalt‘ Mainkofen ermordet                                                 | Stolperstein für Georg Witt              | Eintrag auf stolpersteine-hamburg.de |
| Graudenzer Weg 19 ·         | Karl-Heinz Hitz             | Hier wohnte Karl-Heinz Hitz Jg. 1925 eingewiesen 10.8.1943 ‚Heilanstalt‘ Mainkofen ermordet 23.1.1945                                  | Stolperstein für Karl-Heinz Hitz         | Eintrag auf stolpersteine-hamburg.de |
| Haderslebener Straße 5 ·    | Irma Fränkel                | Hier wohnte Irma Fränkel Jg. 1913 deportiert 1942 Theresienstadt 1942 Treblinka ermordet                                               | Stolperstein für Irma Fränkel            | Eintrag auf stolpersteine-hamburg.de Der Stolperstein liegt am Anfang der Zuwegung zu den Häusern Nr. 5 und 7. Irma Fränkel wurde 1941 in das Ghetto Riga deportiert und 1944 weiter in das KZ Stutthof. Hier wurde ihre Mutter Olga Fränkel beschrieben.                |
| Haderslebener Straße 5 ·    | Olga Fränkel geb. Heller    | Hier wohnte Olga Fränkel geb. Heller Jg. 1875 deportiert 1941 Riga ermordet                                                            | Stolperstein für Olga Fränkel            | Eintrag auf stolpersteine-hamburg.de Der Stolperstein liegt am Anfang der Zuwegung zu den Häusern Nr. 5 und 7. Olga Fränkel wurde 1942 nach Theresienstadt deportiert und kam 1942 in das Vernichtungslager Treblinka. Hier wurde ihre Tochter Irma Fränkel beschrieben. |
| Haderslebener Straße 9 ·    | Richard Wagner              | Hier wohnte Richard Wagner Jg. 1926 eingewiesen 1941 Heilanstalt Langenhorn ermordet 8.9.1941                                          | Stolperstein für Richard Wagner          | Eintrag auf stolpersteine-hamburg.de |
| Haderslebener Straße 11 ·   | Friedrich Dicke             | Hier wohnte Friedrich Dicke Jg. 1890 verhaftet ‚Vorbereitung zum Hochverrat‘ KZ Fuhlsbüttel ermordet 28.5.1937                         | Stolperstein für Friedrich Dicke         | Eintrag auf stolpersteine-hamburg.de |
| Hohensteiner Straße 3 ·     | Anna Brandt geb. Lindemann  | Hier wohnte Anna Brandt geb. Lindemann Jg. 1898 deportiert Auschwitz ermordet 9.12.1943                                                | Stolperstein für Anna Brandt             | Eintrag auf stolpersteine-hamburg.de |
| Krausestraße 69 ·           | Herbert Gustav Schmuck      | Hier wohnte Herbert Gustav Schmuck Jg. 1911 verhaftet 14.1.1942 Gefängnis Fuhlsbüttel deportiert Groß-Rosen ermordet 20.9.1942         | Stolperstein für Herbert Gustav Schmuck  | Eintrag auf stolpersteine-hamburg.de |
| Krausestraße 70 ·           | Maximilian Hintze           | Hier wohnte Maximilian Hintze Jg. 1876 eingewiesen 7.8.1943 ‚Heilanstalt‘ Eichberg ermordet 8.9.1943                                   | Stolperstein für Maximilian Hintze       | Eintrag auf stolpersteine-hamburg.de |
| Krausestraße 79 ·           | Karl Hermann Rüther         | Hier wohnte Karl Hermann Rüther Jg. 1906 verhaftet 1937 Zuchthaus Fuhlsbüttel ermordet 15.5.1937                                       | Stolperstein für Karl Hermann Rüther     | Eintrag auf stolpersteine-hamburg.de |
| Krausestraße 79 ·           | Benno Hurwitz               | Hier wohnte Dr. Benno Hurwitz Jg. 1889 verhaftet 1938 KZ Fuhlsbüttel ermordet 25.10.1938                                               | Stolperstein für Benno Hurwitz           | Eintrag auf stolpersteine-hamburg.de |
| Kulmer Gasse 5 ·            | Franz Bosse                 | Hier wohnte Franz Bosse Jg. 1916 verhaftet 1937 KZ Fuhlsbüttel ermordet 16.8.1941 Buchenwald                                           | Stolperstein für Franz Bosse             | Eintrag auf stolpersteine-hamburg.de |
| Metzer Straße 4 ·           | Emil Josef Thiel            | Hier wohnte Emil Josef Thiel Jg. 1909 verhaftet 1935/38/39 KZ Fuhlsbüttel Flucht in den Tod 1.6.1941                                   | Stolperstein für Emil Josef Thiel        | Eintrag auf stolpersteine-hamburg.de |
| Mülhäuser Straße 5 ·        | Leo Otto Wilhelm Freyer     | Hier wohnte Leo Otto Wilhelm Freyer Jg. 1898 verhaftet 1944 ‚Wehrkraftzersetzung‘ Neuengamme ertrunken 3.5.1945 MS Cap Arcona          | Stolperstein für Leo Otto Wilhelm Freyer | Eintrag auf stolpersteine-hamburg.de |
| Naumannplatz 1 ·            | Elise Augustat              | Hier wohnte Elise Augustat geb. Queck Jg. 1889 im Widerstand verhaftet 1939 Ravensbrück tot an Haftfolgen 13.3.1940                    | Stolperstein für Elise Augustat          | Eintrag auf stolpersteine-hamburg.de Der Stolperstein liegt am Beginn des Fußwegs zum Naumannplatz in der Nordschleswiger Straße. Ein weiterer Stolperstein befindet sich in Lägerdorf.                                                                                  |
| Nordschleswiger Straße 58 · | Karoline Kammrath           | Hier wohnte Karoline Kammrath geb. Landau Jg. 1875 deportiert 1943 Theresienstadt 1944 Auschwitz ermordet                              | Stolperstein für Karoline Kammrath       | Eintrag auf stolpersteine-hamburg.de |
| Probsteier Straße 20 ·      | Gerhard Schlie              | Hier wohnte Gerhard Schlie Jg. 1926 verhaftet Neuengamme ermordet März 1945                                                            | Stolperstein für Gerhard Schlie          | Eintrag auf stolpersteine-hamburg.de |
| Stapelholmer Straße 7 ·     | Jacob Galitzki              | Hier wohnte Jacob Galitzki Jg. 1862 deportiert 1942 Theresienstadt 1942 Treblinka ermordet                                             | Stolperstein für Jacob Galitzki          | Eintrag auf stolpersteine-hamburg.de |
| Stormarner Straße 25 ·      | Selma Herzfeld geb. Herz    | Hier wohnte Selma Herzfeld geb. Herz Jg. 1859 deportiert 1942 Theresienstadt 1942 Treblinka ermordet                                   | Stolperstein für Selma Herzfeld          | Eintrag auf stolpersteine-hamburg.de |
| Stormarner Straße 25 ·      | Hermann Herz Herzfeld       | Hier wohnte Hermann Herz Herzfeld Jg. 1857 deportiert 1942 Theresienstadt 1942 Treblinka ermordet                                      | Stolperstein für Hermann Herz Herzfeld   | Eintrag auf stolpersteine-hamburg.de |
| Stormarner Straße 25 ·      | Edith Herzfeld              | Hier wohnte Edith Herzfeld Jg. 1892 deportiert 1942 Auschwitz ermordet                                                                 | Stolperstein für Edith Herzfeld          | Eintrag auf stolpersteine-hamburg.de |
| Straßburger Straße 49 ·     | Walter Geffers              | Hier wohnte Walter Geffers Jg. 1923 eingewiesen Nov. 1941 ‚Heilanstalt‘ Tiegenhof ermordet 6.1.1942                                    | Stolperstein für Walter Geffers          | Eintrag auf stolpersteine-hamburg.de Der Stolperstein liegt am Anfang der Zuwegung zu den Häusern 45a–c. |
| Tondernstieg 6 ·            | Heinrich Hirsch             | Hier wohnte Heinrich Hirsch Jg. 1876 deportiert 1943 Theresienstadt 1943 Auschwitz ermordet                                            | Stolperstein für Heinrich Hirsch         | Eintrag auf stolpersteine-hamburg.de |
| Tondernstieg 6 ·            | Renate Hirsch geb. Horowicz | Hier wohnte Renate Hirsch geb. Horowicz Jg. 1881 deportiert 1943 Theresienstadt 1943 Auschwitz ermordet                                | Stolperstein für Renate Hirsch           | Eintrag auf stolpersteine-hamburg.de |
| Tondernstraße 7 ·           | Adolf Panzner               | Hier wohnte Adolf Panzer Jg. 1892 verhaftet 1936 KZ Fuhlsbüttel tot an Haftfolgen 6.2.1944                                             | Stolperstein für Adolf Panzer            | Eintrag auf stolpersteine-hamburg.de (dort richtig „Adolf Panzner“) |
| Tondernstraße 26 ·          | Arnold Toschka              | Hier wohnte Arnold Toschka Jg. 1914 verhaftet ‚Vorbereitung zum Hochverrat‘ Strafbataillon 999 tot 25.10.1944                          | Stolperstein für Arnold Toschka          | Eintrag auf stolpersteine-hamburg.de Der Stolperstein liegt am Anfang der Zuwegung zu den Häusern Nr. 24 und 24a. |
| Weißenburger Straße 14 ·    | Salomon Schwarz             | Hier wohnte Salomon Schwarz Jg. 1916 1942 KZ Fuhlsbüttel deportiert 1943 Auschwitz ???                                                 | Stolperstein für Salomon Schwarz         | Eintrag auf stolpersteine-hamburg.de |